# Kaj Narup
Kaj Magnus Narup (geb. Nielsen; * 19. Februar 1926 in Sønderborg; † 29. Januar 1997 in Rødby) war ein dänischer Kaufmann und Mitglied in Grønlands Landsråd.

## Leben
Kaj Narup wurde als Kaj Magnus Nielsen als Sohn des Zollbeamten Magnus Nielsen (1898–?) und seiner Frau Lina Clementina Angelica Fuchs Renard (1899–?) geboren. Seine Mutter stammte aus einer Zirkusfamilie. Ihr Vater Maximilian Renard war als Erechim Fuchs in Simferopol auf der Krim in eine jüdische Familie geboren worden. Sie war die Tante des Schauspielers Louis Miehe-Renard, die Großtante des Schauspielers Martin Miehe-Renard und die Urgroßtante von Oliver, Malthe und Sally Miehe-Renard.
Kaj Narup war als Kaufmann in Grönland tätig. Er trat bei der Landesratswahl 1967 an. Er scheiterte ursprünglich mit 21 Stimmen zu wenig am Einzug in den Landesrat. Das Ergebnis wurde jedoch angefochten, weil mehrere Dutzend Stimmen für ungültig erklärt worden waren, obwohl zweifelsfrei erkennbar war, wem die Stimme galt. Der Name des Kandidaten musste vom Wähler selbst aufgeschrieben werden und zahlreiche Personen schrieben der Kandidatenliste entsprechend zusätzlich auch die Nummer und den Wohnort des Kandidaten auf. Die Anfechtung wurde zweimal abgewiesen, bevor Landshøvding Niels Otto Christensen dem Einspruch in höchster Instanz stattgab. Damit überholte Kaj Narup den Kandidaten Thomas Berthels und erhielt dadurch den Landesratssitz, als einer der wenigen Dänen in der Geschichte des Landesrats. Er wurde im Laufe der Legislaturperiode wegen einer wirtschaftlichen Angelegenheit verurteilt. Er focht das Urteil zweimal an. Nachdem der Landesrat entschieden hatte, dass während des laufenden Verfahrens Kaj Narups Mitgliedschaft im Landesrat nicht aufgehoben wird, bat er im Frühjahr 1969 dennoch – um die Politik nicht zu belasten – um seinen Rücktritt, der schließlich genehmigt wurde.
Er starb 1997 in Dänemark im Alter von 70 Jahren. Seine Tochter ist die Politikerin Asii Chemnitz Narup (* 1954).